# Gerrit Jensen
Gerrit Jensen, ou Gerrard Johnson ou Gerreit Johnson (né au XVIIe siècle, probablement aux Pays-Bas, et mort le 2 décembre 1715 à Londres), est un ébéniste, fournisseur de la cour, spécialisé dans les meubles de style Louis XIV et un des artisans d'art les plus célèbres de son époque, en France et en Angleterre. Ses techniques de marqueterie, avec incrustation de métal, en particulier l'argent, lui ont assuré sa renommée au point d'être surnommé parfois le Boulle anglais, dont il est contemporain.

## Carrière
Si sa présence à Londres est attestée à partir de 1680 grâce à une facture de la maison royale, pour un meuble commandé par Charles II, on sait peu de chose avec certitude sur le début de sa carrière : il pourrait avoir acheté sa liberté de la cité de Londres en 1667 sous le nom de Garrett Johnson, puis avoir rejoint la guilde des menuisiers en 1685 sous le nom de Gerrard Johnson. Le premier compte rendu date de 1680 et concerne des meubles offerts au roi du Maroc.
Détenteur, en 1689, d'une charge d'ébéniste ordinaire auprès des monarques Jacques II, Guillaume III d'Orange-Nassau puis de la reine Anne, son importante production est attestée par le nombre de factures conservées dans la comptabilité royale. En 1693, il vit dans le centre de Londres. Il travaille avec le sculpteur Grinling Gibbons, entre autres. Il aurait eu le monopole pour la fourniture des miroirs qui ornent le manteau des demeures royales,, dont le  Palais de Kensington dont il décora les cheminées à la demande de la Reine Marie. Il a également travaillé pour de nombreux membres de la noblesse.
À sa mort en 1715, Gerrit Jensen est propriétaire de deux maisons et d'un entrepôt situé St Martin's Lane (en) à Londres et d'une maison de campagne à Hammersmith. Quatre enfants, dont deux fils lui survivent.

## Œuvres attribuées à Gerrit Jensen

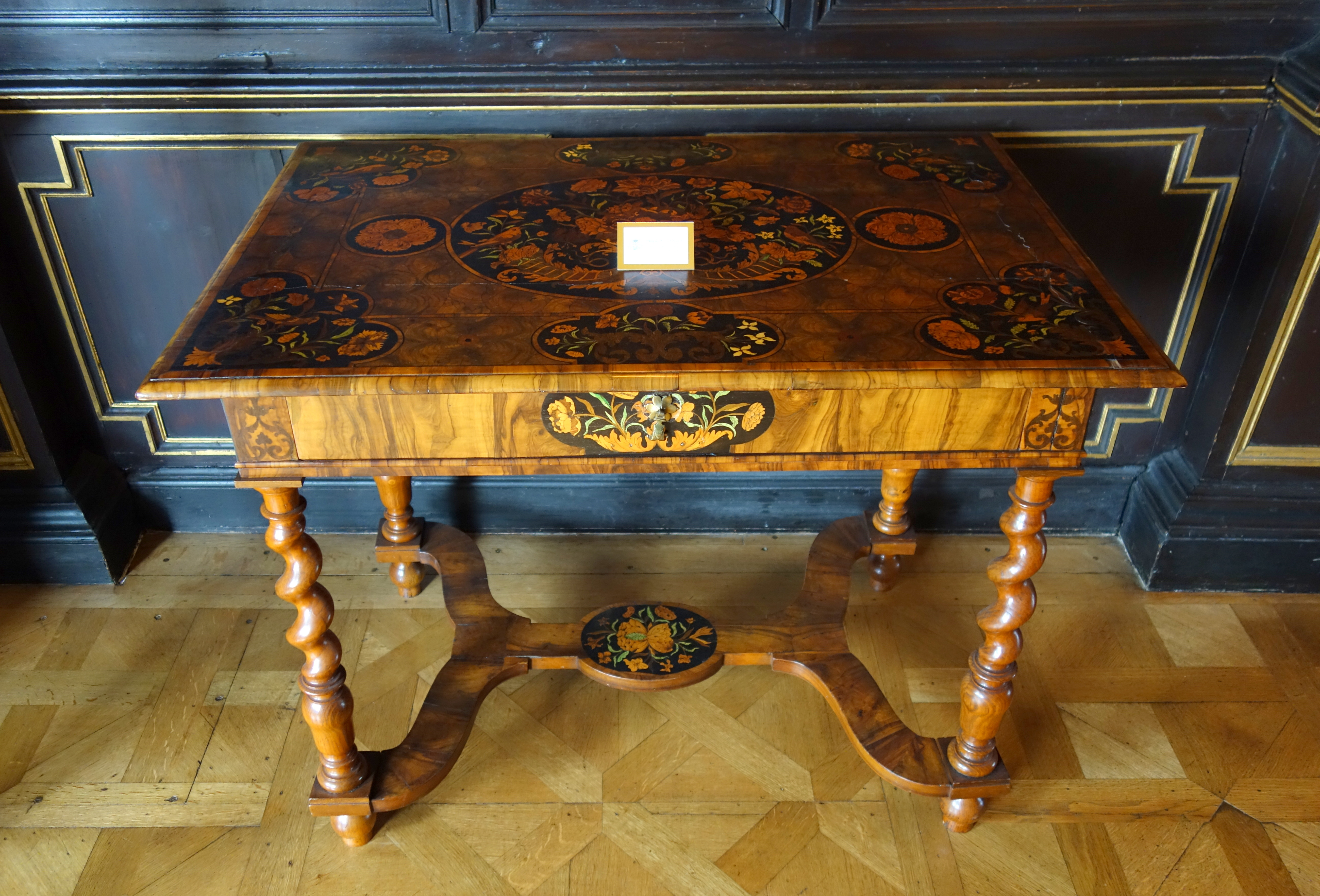
Table marquetée (Ham House, Londres).
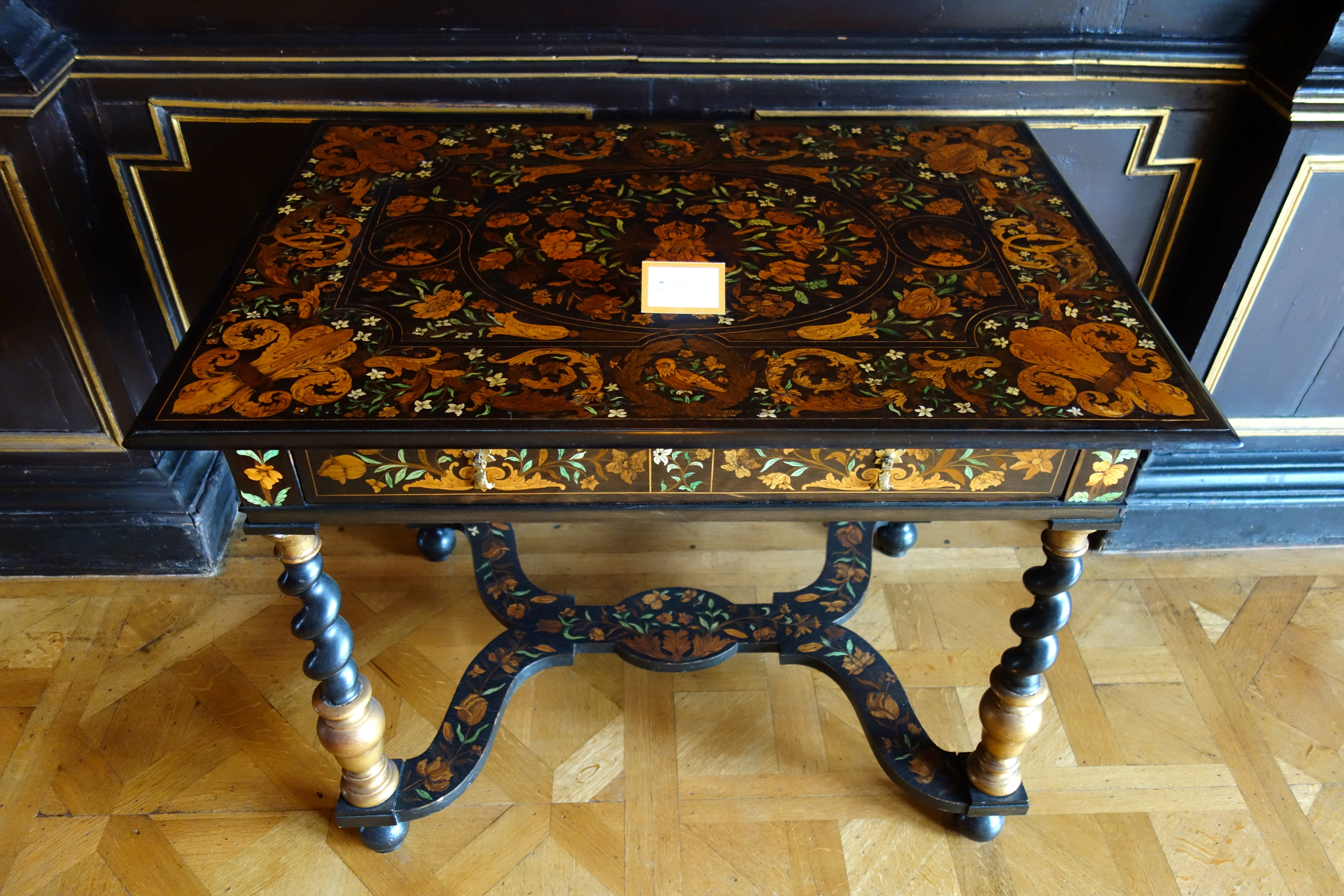
Table Marquetée (Ham House, Londres).
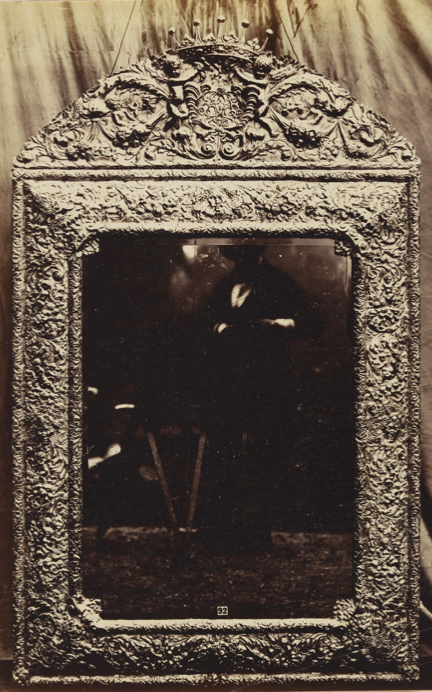
Miroir en argent repoussé (MoMA, New-York).
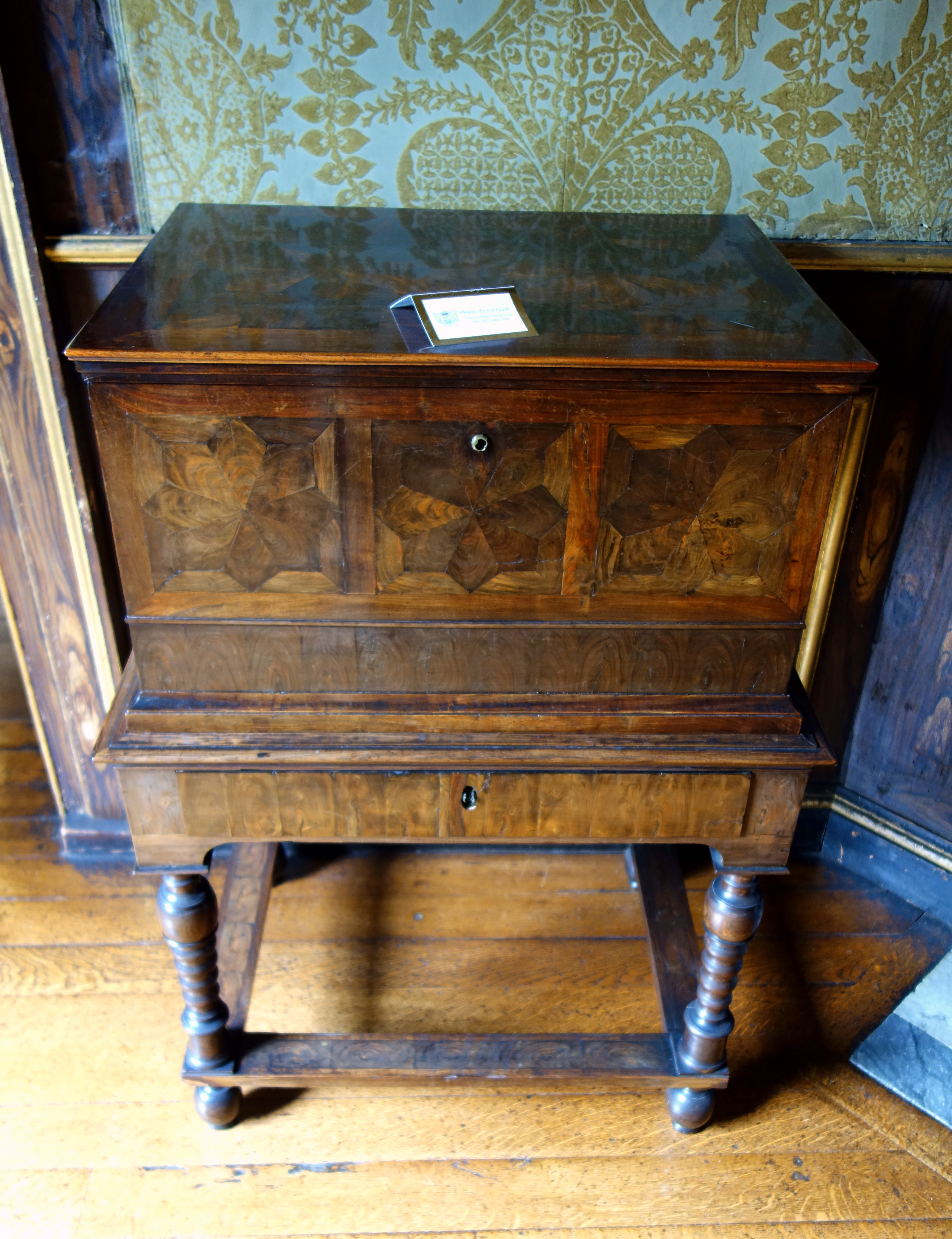
Strong box marquetée, c. 1675, (Ham House, Londres).